# Phyllocnema janthina
Phyllocnema janthina là một loài bọ cánh cứng trong họ Cerambycidae.